# Hátonúszó poloska
A hátonúszó poloska vagy tarka hanyattúszó-poloska (Notonecta glauca) a rovarok (Insecta) osztályának félfedelesszárnyúak (Hemiptera) rendjébe, ezen belül a poloskák (Heteroptera) alrendjébe és a hanyattúszó poloskák (Notonectidae) családjába tartozó faj.

## Előfordulása
A hátonúszó poloska Európában egészen Skandináviáig, keleti irányban Kelet-Szibériáig elterjedt. Észak-Afrikában, a Közel-Keleten és India északi részén is megtalálható. A tavak és a mocsaras területek lecsapolása és elszennyeződése ellenére még mindig igen nagy számban él ez a faj.

## Megjelenése
A hátonúszó poloska hossza 16 milliméterig terjedhet. A poloska hátsó oldala világos, hasa sötét. A rovar alulról és felülről is jól álcázza magát. A rovar teste megnyúlt csónak alakú, hátoldala háztetőszerűen boltozatos, hasoldala lapos. Testének hátoldalát csak akkor láthatjuk, ha alulnézetből szemléljük a rovart. A „hátonúszó poloska” elnevezés is innen ered, viszont hasoldalát könnyen észrevehetjük, ha a vízbe pillantunk. Amikor nem repül, összehajtott szárnyát a sárgás színű, kemény védőburok alá rejti. Az állat a két mellső pár lábával fut a vízfelszín alsó filmrétegén. A szőrös hátsó láb evezőlapátként löki előre a rovart. Összetett szeme vörösesbarna színezetű. Szúró-szívó szájszervével elkábítja a zsákmányt, majd belefecskendezi emésztőnedveit, és kiszívja a testnedvét.
A hátonúszó poloska fájdalmas szúrásra képes, ezért néhol népiesen „víziméh”-nek nevezik.

## Életmódja
A hátonúszó poloska magányosan, a legkülönbözőbb sík- és hegyvidéki vizek, kisebb tavak, tócsák és dús növényzetű vízpartokon él. Tápláléka rovarok, apró halak, ebihalak és férgek.

## Szaporodása
A petéket, tavasszal a vízinövények száraiba rakja a rovar. A lárváknak nincs szárnyuk, és öt vedlésen mennek keresztül. Az imágó, a nyár közepén fejlődik ki a lárvából. A következő tavasz folyamán szaporodik, majd elpusztul.

## Egyéb
A népszerű Vízipók-csodapók c. rajzfilmsorozat egyik gyakori mellékszereplője, a Hátonúszó szintén egy hátonúszó poloska.